# 佩雷利索克
50°45′23″N 27°21′36″E / 50.75639°N 27.36000°E
佩雷利索克（烏克蘭語：Перелісок），是烏克蘭北部的村落，隸屬日托米爾州的茲維亞赫爾區。該村面積0.31平方公里，海拔高度202米，2001年人口35，人口密度每平方公里112.18人。